# Manuel de Trujillo y Torres
Manuel de Trujillo y Torres (Reino de Córdoba, noviembre de 1762 – 15 de julio de 1822) fue un publicista y diplomático hispanoamericano que ganó reconocimiento como el primer embajador de Colombia en Estados Unidos tras el recibimiento del presidente estadounidense James Monroe el 19 de junio de 1822. Este acto representó el primer reconocimiento de los Estados Unidos de la independencia de un antiguo virreinato español.
Nacido en España, vivió como un adulto joven en la Nueva Granada (hoy Colombia). Tras verse inmiscuido en una conspiración contra la monarquía, huyó en 1794, llegando a los Estados Unidos en 1796. Desde Filadelfia avocó por la independencia de los reinos españoles en América, y de la mano del editor William Duane, logró producir artículos, panfletos y libros tanto en inglés como en español.
En el transcurso de las guerras de independencia hispanoamericanas, jugó un papel importante al dirigir el trabajo de los agentes revolucionarios en América del Norte, quienes visitaban su hogar con frecuencia. En 1819 fue nombrado como diplomático por Venezuela, que en ese año se anexionó a la Nueva Granada para formar la Gran Colombia. Como charge d'affaires ad interim negoció la adquisición de armas pero falló en su búsqueda de créditos públicos; y aunque efectuó el trabajo preparatorio para lograr el reconocimiento diplomático de Colombia, falleció un mes antes de lograr ese objetivo. A pesar de no ser uno de los principales referentes de hoy, es recordado como uno de los primeros proponentes del panamericanismo.

## Primeros años
Manuel Torres nació en el reino de Córdoba a principios de noviembre de 1762. La familia materna era de la ciudad de Córdoba mientras que la paterna probablemente era de la cercana Baena. Era descendiente de la nobleza menor por ambos lados de su familia, una clase con estatus social aunque no necesariamente rica.

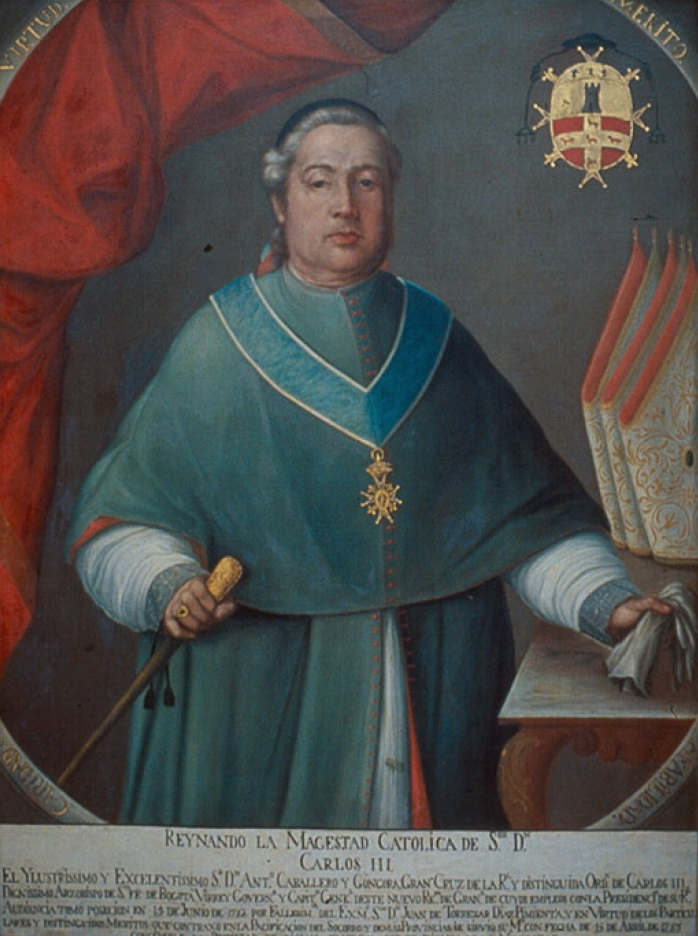
Antonio Caballero y Góngora, tío de Torres.

En la primavera de 1776 el joven Torres navegó hacia Cuba con su tío materno Antonio Caballero y Góngora, quien fue consagrado allí como obispo de Mérida en Nueva España (hoy México). Torres le atribuiría después sus ideales republicanos a su tío, un hombre de la Ilustración coleccionista de libros, arte y monedas. Luego de que Caballero y Góngora fuera promovido a arzobispo de Santa Fé de Bogotá, la familia llegó a Nueva Granada (hoy Colombia) el 29 de junio de 1778.
A los 17 años, Torres comenzó a trabajar para el secretariado del virreinato y para el tesoro real; y en los siguientes siete años, aprendió finanzas y pudo observar los conflictos sociales y políticos de la Nueva Granada, incluyendo la rebelión de los comuneros, tiempo en el cual se dio la revolución de las Trece Colonias, en la cual España se uniría contra Gran Bretaña. Caballero y Góngora se convirtió en virrey en 1782 y rigió como un modernizador liberal.
Torres viajó a Francia a principios de 1785 para estudiar en la École Royale Militaire de Sorèze, donde pasó casi un año aprendiendo ciencia militar y matemáticas. Como teniente de ingenieros, probablemente ayudó en la campaña de Domingo Esquiaqui y ayudó a reorganizar las guarniciones coloniales. Con el beneplácito del arzobispo-virrey, Carlos IV regaló a Torres tierra cerca de Santa Marta, donde estableció una plantación exitosa llamada San Carlos. donde se casó y tuvo una hija.
Se involucró luego con los criollos liberales de Santa Fe, uniéndose a un grupo secreto al mando de Antonio Nariño en el que se discutían libremente ideas radicales. En 1794, cuando Nariño y otros miembros se vieron envueltos en una conspiración contra la corona, Torres dejó la Nueva Granada sin su familia, llegando primero a Curazao y en 1796 a Filadelfia, entonces capital de los Estados Unidos.

### Llegada a Filadelfia
Los españoles americanos que se dirigían al norte solían ir a Filadelfia, Baltimore o Nueva Orleans (esta última, controlada por Francia), centros de las relaciones comerciales con las colonias. Filadelfia en particular era símbolo de los ideales republicanos, lo que pudo haber atraído a Torres. Su comercio con los virreinatos españoles era significativo y la Sociedad Filosófica Americana es la primera conocida en nominar miembros españoles americanos. En la Iglesia de Santa María se unió a una comunidad cosmopolita de católicos, incluyendo miembros de la América francesa y española.

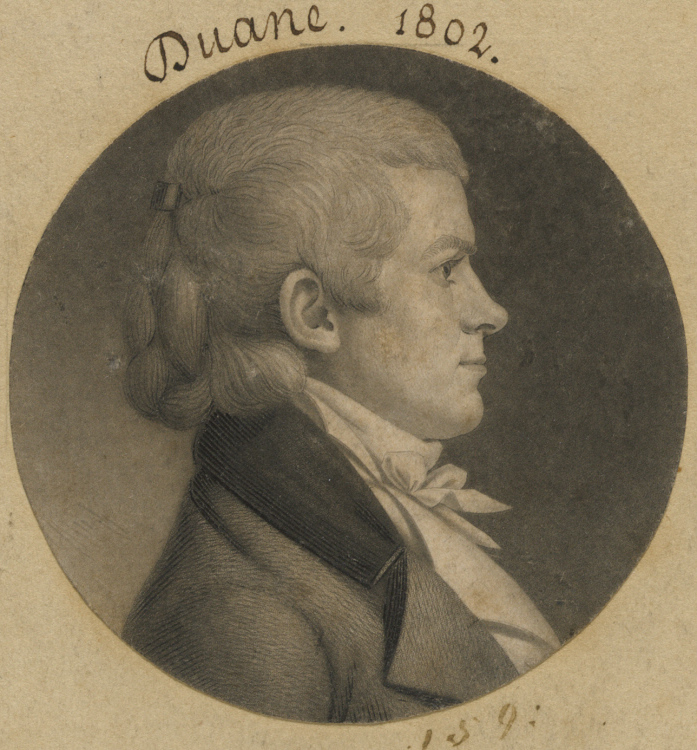
Bajo la influencia de Torres, William Duane y su Aurora se convirtieron a la causa independentista de las colonias españolas en América.

Después de hacer contactos en la ciudad, Torres se convirtió en un amigo cercano de William Duane, quien se convertiría en editor del periódico local Aurora en 1798. La editorial publicó constantemente los puntos de vista de Torres sobre la independencia, con contenidos que serían copiados por otros. Torres traducía panfletos en español, y en ocasiones traducía al español las notas editoriales de Duane. En Hispanoamérica, el propósito de esta literatura era ensalzar a los Estados Unidos como un ejemplo de la democracia representativa que debería emularse, a la vez que ganaba patrocinio dentro de los Estados Unidos a la causa independentista.
En un principio, Torres era suficientemente rico y recibía remesas de su esposa, quien le ayudó a hacer importantes conexiones sociales. No obstante, invirtió parte de su dinero en empresas mercantes riesgosas, perdiendo $40 000 en una ocasión y $70 000 en otra, lo con lo que se vio obligado a vivir una vida más modesta en años posteriores. Tres años después de la llegada de Torres, un "español en Filadelfia" escribió el panfleto Reflexiones sobre el comercio de España con sus colonias en tiempo de guerra en el cual el autor, posiblemente Torres, criticaba el colonialismo español. De hecho, España monopolizaba el comercio con sus colonias en detrimento de éstas: en tiempos de guerra la península no proveía a sus colonias con bienes esenciales, mientras que en tiempos de paz los precios eran demasiado altos. La solución del autor era la implementación de un sistema de libre mercado en las Américas. William Tatham se encargó de reimprimir el panfleto en Londres.
La residencia de Torres incrementó la atracción hacia Filadelfia por parte de los revolucionarios de la América española. Torres posiblemente conoció al también exiliado Francisco de Miranda en 1805, poco antes de la expedición fallida a la Capitanía General de Venezuela, y conoció a Simón Bolívar en 1806. El diplomático español Carlos Martínez de Irujo reportó las actividades de Torres a sus superiores.

## Coordinando a los revolucionarios
Durante la inestabilidad que causó la Guerra de la Independencia Española tras la conquista de España por Napoleón Bonaparte, las colonias siguieron el modelo de las provincias peninsulares organizándose en juntas para gobernar en ausencia de un régimen centralizado. Quienes abogaban por la independencia, que se llamaban a sí mismos patriotas y argumentaban que la soberanía debería devolverse al pueblo en la ausencia de un monarca, se enfrentaban a los realistas, que apoyaban la autoridad de la corona. Desde 1810, las juntas fueron declarando la independencia una tras otra, y Torres era uno de sus contactos con los Estados Unidos.

### Envíos negociados de armas

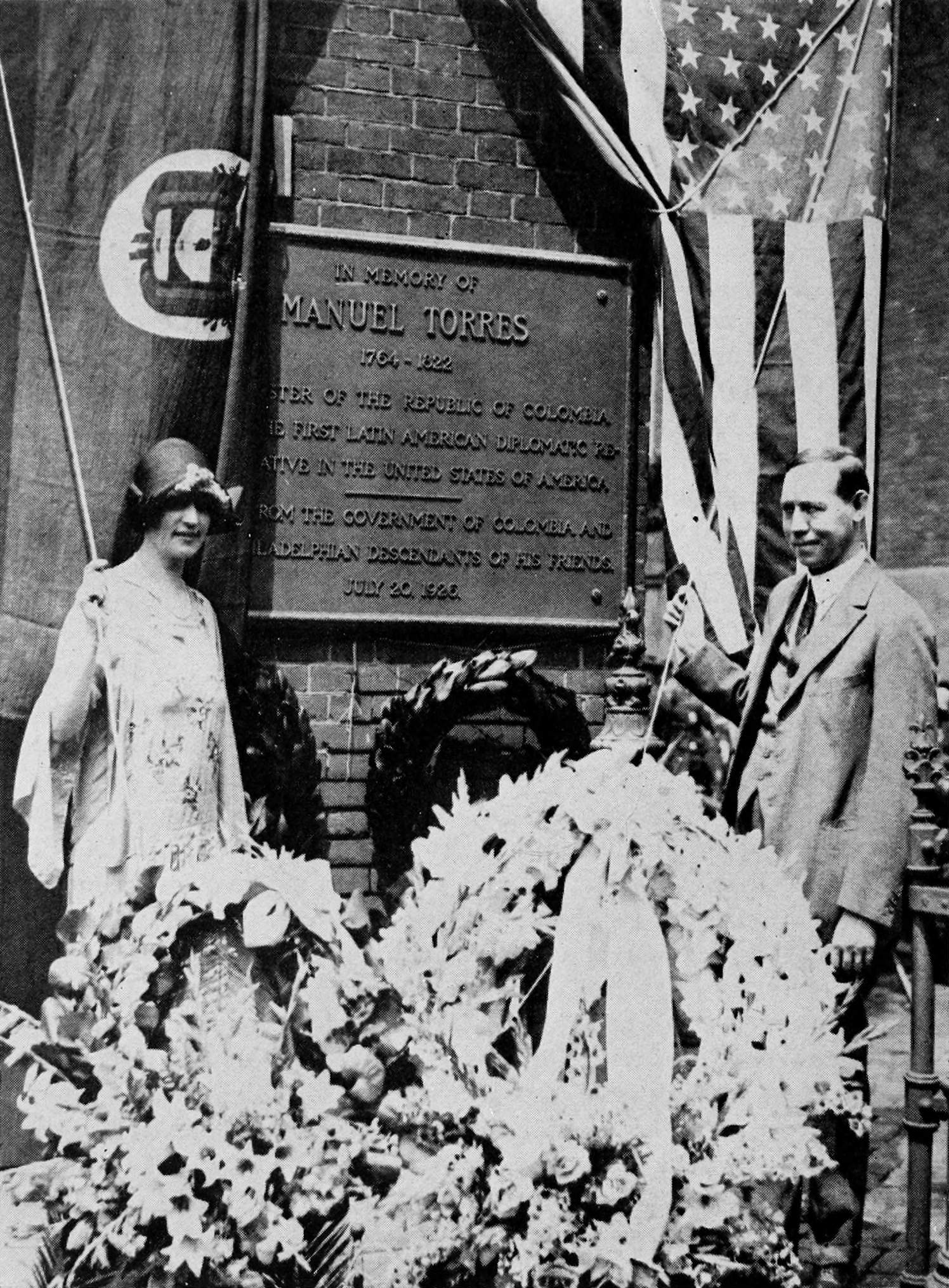
Durante su estadía en los Estados Unidos, Enrique Olaya Herrera quién fungía como embajador de Colombia, hace el homenaje a Manuel de Trujillo y Torres con una placa en la Iglesia de Santa María, 1926.

Si bien la administración del presidente James Madison oficialmente no reconocía gobiernos en ningún lado, a los agentes patriotas se les permitió buscar armas en los Estados Unidos, cuyos puertos se constituyeron en bases para corsarios, y Torres actuó como intermediario entre los recién llegados agentes y estadounidenses influyentes; por ejemplo, presentando a Juan Vicente Bolívar al banquero Stephen Girard. Bolívar adquirió armas con éxito para Venezuela, pero se perdió en el mar en su viaje de regreso en 1811.
Junto a Telésforo de Orea de Venezuela y Diego de Saavedra y Juan Pedro Aguirre de Buenos Aires, Torres intermedió un plan para adquirir 20 000 mosquetes y bayonetas al gobierno de Estados Unidos. Girard accedió a financiar el plan en el crédito conjunto de Buenos Aires y Venezuela, pero el Secretario de Estado James Monroe lo bloqueó al negarse a responder. Los bonaerenses lograron embarcar únicamente 1 000 mosquetes a Buenos Aires, pero para finales de 1811 Torres había ayudado a de Orea a suplir a Venezuela con unas 24 000 armas. Nuevos compradores continuaron llegando, y los suministros eran una contribución importante mientras los revolucionarios sufrían derrotas.
El nuevo ministro español en Washington, Luís de Onís, intentó interrumpir de manera encubierta los envíos de armas, tras haber tenido conocimiento de la compra de arsenal a los Estados Unidos luego de haber sido informado por un cartero. Onís reportó estas actividades subversivas y sus agentes hostigaron a los sospechosos de ser revolucionarios, como Torres. Francisco Sarmiento y Miguel Cabral de Noroña, dos socios de Onpís, intentaron asesinar a Torres en 1814, aparentemente bajo las órdenes del ministro. Debido a su ayuda a la revolución, las tierras de Torres en la Nueva Granada fueron confiscadas luego de la muerte de su esposa e hija.

### Escritura pública
Quedándose sin dinero durante este periodo, Torres encontró en la enseñanza parte de sus sutento. Junto a Louis Hargous escribió una adaptación de La naturaleza presentada en su modo de enseñar las lenguas a los hombres de Nicolas Gouïn Dufief, tanto para enseñanza en español como en inglés. La larga portada del libro estiliza a Torres y Hargous como "profesores de gramática general", y en la introducción discuten la importancia del estudio de literatura española para estadounidenses. Influyentes ediciones revisadas por Mariano Velázquez de la Cadena fueron publicadas tanto en Nueva York (1825) como Londres (1826).
Ya en 1812, se publicó el panfleto Manual de un Republicano para el uso de un Pueblo libre, probablemente con autoría de Torres. Estructurado como diálogo, el panfleto anónimo ofrece una defensa del sistema de gobierno estadounidense basado en la filosofía de Jean-Jacques Rousseau y lo defiende como un modelo para Hispanoamérica. Los contenidos sugieren que el autor es "un partidista conservador de la democracia jeffersoniana".